# Bethancourt
Bethancourt je priimek več oseb:    
- Julio Amílcar Bethancourt Fioravanti, gvatemalski rimskokatoliški škof
- Íngrid Betancourt, kolumbijska političarka
- Joe Bethancourt, ameriški glasbenik